# Ángel Ojeda
Ángel Ojeda Allauca (Callao, Provincia constitucional del Callao, Perú, 11 de agosto de 1992) es un futbolista peruano. Juega como mediocentro y su equipo actual es FC Cajamarca de la Liga 2 de Perú.

## Trayectoria
Debutó en el profesionalismo con el F. B. C. Melgar el día 15 de mayo del 2010 ante el conjunto de Sport Boys. En aquel encuentro, válido por la decimocuarta fecha del Campeonato Descentralizado, ingresó en el minuto 88 en reemplazo de Nórbil Romero. El resultado del partido fue de 2-0 a favor de Sport Boys.
Para la temporada 2024 y luego de estar un año en el Cienciano, ficha por el UTC de Cajamarca.

## Clubes
Actualizado al último partido disputado el 25 de julio de 2024.
| Club                 | País          | Año           | Partidos | Goles |
| -------------------- | ------------- | ------------- | -------- | ----- |
| F. B. C. Melgar      | Perú          | 2010-2013     | 105      | 2     |
| Los Caimanes         | Perú          | 2014          | 26       | 2     |
| Unión Comercio       | Perú          | 2015-2018     | 138      | 3     |
| Deportivo Binacional | Perú          | 2019-2022     | 84       | 7     |
| Cienciano            | Perú          | 2023          | 23       | 1     |
| UTC de Cajamarca     | Perú          | 2024          | 17       | 1     |
| FC Cajamarca         | Perú          | 2025 -        |          |       |
| Total carrera        | Total carrera | Total carrera | 393      | 16    |

## Palmarés

### Campeonatos nacionales
| Título | Club                 | País | Año  |
| ------ | -------------------- | ---- | ---- |
| Liga 1 | Deportivo Binacional | Perú | 2019 |

### Torneos cortos
| Título          | Club                 | País | Año  |
| --------------- | -------------------- | ---- | ---- |
| Torneo Apertura | Deportivo Binacional | Perú | 2019 |